# Mszadla Stara
Mszadla Stara dawniej też Mszadła – wieś w Polsce położona w województwie mazowieckim, w powiecie zwoleńskim, w gminie Przyłęk. Ma status sołectwa.
14 lutego 1968 z wydzielonych części wsi Stara Mszadla i Nowa Mszadla powstała wieś Mszadla Dolna.
| SIMC    | Nazwa      | Rodzaj    |
| ------- | ---------- | --------- |
| 0633538 | Błota      | część wsi |
| 1058823 | Bór        | część wsi |
| 1058987 | Górna Wieś | część wsi |

W latach 1975–1998 miejscowość administracyjnie należała do województwa radomskiego.
Wierni kościoła rzymskokatolickiego należą do parafii św. Floriana w Łagowie Kozienickim